# Hendrikus Albertus Diederik Coenen
Jhr. Hendrikus Albertus Diederik Coenen (Maarssenbroek, 21 februari 1818 – Zutphen, 3 mei 1907) was een Nederlands politicus.

## Biografie
Coenen was lid van het geslacht Coenen en zoon van Hendrik Arend Albert Coenen (1786-1831) en Hendrika van Kuyk (1796-1855). Hij trouwde in 1855 met Louise Charlotte Elisabeth barones van Ittersum (1834-1900), lid van de familie Van Ittersum, met wie hij zes kinderen kreeg; zij was de dochter van Ernst Hendrik baron van Ittersum, heer van de Oosterhof (1780-1848), waarna de Oosterhof na het overlijden van haar broer in 1900 in de familie Coenen kwam. Bij Koninklijk Besluit van 23 mei 1845 werd hij erkend te behoren tot de Nederlandse adel en verkreeg hij het predicaat van jonkheer.
Coenen was vanaf 1848 steenfabrikant. In 1851 werd hij lid van de gemeenteraad van Zutphen om daar van 1854 tot 1865 wethouder te zijn. Vanaf dat laatste jaar, tot 1894, was hij burgemeester van die stad. Dat laatste ambt combineerde hij tussen 1866 en 1870 met het lidmaatschap van Provinciale Staten van Gelderland, en vanaf 1871 bijna ononderbroken tot 1896 met het lidmaatschap van de Eerste Kamer der Staten-Generaal. In die Eerste Kamer voerde hij zo goed als nooit het woord.
Tijdens zijn burgemeesterschap vonden daarentegen veel positieve ontwikkelingen plaats: in 1874 verwierf de stad de gasfabriek, konden vanaf 1866 met veel gewin de gemeenteweiden verpacht worden, kwam de veemarkt en de Noorderhaven tot stand, en ontwikkelde zich het onderwijs, onder andere door de totstandkoming van een HBS. Bij zijn 25-jarige ambtsjubileum in 1890 werd hem de Herculesfontein aan het Stationsplein aangeboden; tevens werd het Coenenpark naar hem genoemd. Van betekenis was ook de oprichting van de Westphaalse Spoorwegmaatschappij waarvan hij medeoprichter was.
Ook familieleden bekleedden ambten in Zutphen en op regionaal niveau: zijn schoonzoon Hendrik David Mispelblom Beyer (1841-1916) was lid van de raad en wethouder van Zutphen en lid van Provinciale Staten van Gelderland, zijn zoon jhr. Hendrik Albert Coenen (1859-1945) was gemeente-ontvanger van Zutphen. Zijn kleinzoon jhr. Paul Johan Marie Coenen (1905-1970) werd NSB-burgemeester van Olst.
- Biografisch Portaal: 62633287
- Digitale Bibliotheek voor de Nederlandse Letteren: coen032
- Parlement.com: vg09lkz5h9z2